# Baltiske korset
Baltiske korset (tysk: Baltenkreuz) var en militær udmærkelse i Weimarrepublikkens Tyskland. Det baltiske kors blev tildelt folk, der havde kæmpet mod den bolsjevikiske armén i Baltikum mindst tre måneder perioden i 1918–1919. De dekorere var officerer, underofficerer og menige fra tyske Frikorps og frivillige foreninger.